# قائمة بفترات السلام الإقليمي
يتم استخدام كلمة pax اللاتينية قبل اسم الدولة أو الإمبراطورية للإشارة إلى فترة من فرض الهيمنة أو السلام تحت حكم تلك الإمبراطورية أو أمة أو الاستقرار على الأقل.
- الهيمنة الأميركية
- الهيمنة الآشورية
- الهيمنة البريطانية
- السلم الأوروبي
- السلم الإسباني
- Pax Hollandica
- العصر الذهبي للإسلام
- Pax Khazarica
- الهيمنة المغولية
- Pax Nicephori
- Pax Nigeriana
- Pax Ottomana
- Pax Praetoriana
- الهيمنة الرومانية
- باكس سينيكا
- الهيمنة السومرية
- الهيمنة السورية
- شوغونية توكوغاوا[1]